# An Rutgers van der Loeff-Basenauová
An Rutgers van der Loeff-Basenauová (15. března 1910, Amsterdam – 19. srpna 1990, Laren, Severní Holandsko) byla nizozemská spisovatelka převážně knih pro děti a mládež.

## Život
Po nedokončeném studiu klasických jazyků (latiny a řečtiny) v Amsterdamu začala po vzoru své matky překládat skandinávské autory. Její první vlastní knihy byly sice určené dospělým čtenářům, ale převážnou část své tvorby věnovala dětem. Její příběhy jsou velmi realistické, založené často na skutečných událostech. Její hrdinové často trpí nějakým handicapem, bojují proti živelním katastrofám nebo vystupují proti nějakému všeobecně panujícímu názoru. Řadu příběhů obohatila i o detektivní prvky. Dvakrát získala německou cenu za nejlepší dětskou knihu (1957 a 1977) a roku 1967 jí byla udělena nizozemská státní cena za literaturu pro děti a mládež.

## Dílo
- De kinderkaravaan (1949, Dětská karavana), vyprávění o dětech putujících po Oregonské stezce,
- Mens of wolf? (1951, Člověk nebo vlk?),
- Amerika: pioniers en hun kleinzoons (1951, Amerika, pionýři a jejich vnuci),
- Terugkeer (1952, Návrat),
- Voor een kans op geluk: de vaart van de „Miss Jane“ (1953, Šance na štěstí: plavba „Miss Jane“),
- Brieven aan een zieke jongen, of Het verhaal van de hond Max (1953, Dopisy nemocnému chlapci aneb Příběh psa Maxe),
- Lawines razen (1954, Laviny nad vsí), dobordružný román pro mládež, který byl roku 1955 vyznamenán cenou za nejlepší knihu roku.
- Ze verdrinken ons dorp (1957, Vždyť oni nám zatopí vesnici),
- Het wilde land (1961, Divoká země),
- Ieders lande (1961, Země všech),
- Het witte huis in het groen (1962, Bílý dům v přírodě),
- Als je zou durven (1965, Pokud si troufneš),
- Wrak onder water (1970, Vrak pod vodou),
- Gewoon in het ongewone: een verhaal over jonge vrijwilligers in ontwikkelingswerk in Afrika (1971, Zcela normální příběh mladých dobrovolníků pomáhajících v rozvojových zemích Afriky),
- Ik ben Fedde (1972, Já jsem Fedde),
- Het kerstverhaal (1975, Vánoční příběh),
- Morgen is de toekomst (1980, Zítřek znamená budoucnost),
- Die man daar is mijn vader (1981, Tamhleten muž je můj otec),
- Verlangen naar vrijheid (1982, Touha po svobodě),
- Een snoer parels (1984, Šňůra perel),
- Je geld of je leven (1985, Peníze nebo život).

## Česká vydání
- Laviny nad vsí, SNDK, Praha 1961, přeložila Olga Krijtová.